# TV Pública Fueguina
El Canal 11 de Ushuaia, conocido como Televisión Pública Fueguina es un canal de televisión abierta argentino que transmite desde la ciudad de Ushuaia. El canal se llega a ver en la Isla Grande de Tierra del Fuego y zonas aledañas. Es operado por el Gobierno de la Provincia de Tierra del Fuego, Antártida e Islas del Atlántico Sur.

## Historia
La licencia inició sus transmisiones regulares el 23 de octubre de 1967 como LU 87 TV Canal 11 de Ushuaia.
Asimismo, fue emitido con una programación de 4 horas diarias compuesta por programas que llegaban desde Buenos Aires por avión.
El primer programa producido fue El noticiero en 1968. presentado por Tito Aloras y Felipe Ivandic; que tiempo después fue seguido por Minuto 91 con la conducción del Sr. de Amuchástegui.
El 13 de mayo de 1968, mediante el Decreto 2527, el Poder Ejecutivo Nacional adjudicó al gobierno del territorio nacional, una licencia para explotar la frecuencia del Canal 11 de la ciudad de Ushuaia, capital del Territorio nacional de la Tierra del Fuego, Antártida e Islas del Atlántico Sur.
A mediados de los años 70 se destacaron los programas juveniles Will Jizz y Buenas Tardes Música.
En 1972, se realizó la primera transmisión a beneficio de los Bomberos Voluntarios que fue hecha de forma ininterrumpida. Durante la noche, fueron entrevistadas en vivo las personas que llegaban al canal para hacer su donación.
En 1974, se firmó un acuerdo con la Radiotelevisión Italiana que le permitiría exhibir por un año programas de origen italiano.
En 1976, los programas locales Cristal y Los Batocletti obtuvieron los primeros reconocimientos nacionales. El primero conducido por Irma Sardi obtuvo el premio Santa Clara de Asís, y el segundo el Premio Martín Fierro, como programa infantil.
En 1978, el informativo Notionce era conducido por Walter Agüero y Jorge Alberto Molinolo.
Ese mismo año, comenzaron sus emisiones a color para emitir los partidos del Mundial 1978 en Argentina.
El 2 de octubre de 1984, el Comité Federal de Radiodifusión, mediante la Resolución 782, autorizó al gobierno del territorio provincial a instalar una repetidora del canal en Tolhuin, asignándole el canal 9 en la banda de UHF; sin embargo, esta fue utilizada para retransmitir la señal del Canal 13 de Río Grande. La misma fue inaugurada en 1994. El 8 de febrero de ese año, mediante la Resolución 93, también autorizó a la Subsecretaría de gobierno provincial a instalar una repetidora del canal en la Isla Gable, asignándole el canal 4 en la banda de UHF.
El 24 de junio de 2011, la Autoridad Federal de Servicios de Comunicación Audiovisual, mediante la Resolución 689, le asignó al Canal 11 el Canal 29 en la banda de UHF para emitir en la Televisión Digital Terrestre.
En 2012, dejó de emitirse la programación de la cadena porteña El Trece a raíz de las deudas que tenía el canal provincial con la emisora porteña.
En agosto de 2016, los canales públicos de la Patagonia (incluido Canal 11) conformaron la «Red Patagónica de la Televisión Pública» con el objetivo de permitir a los televidentes acceder a un noticiero regional patagónico con información de actualidad política, económica, deportiva, cultural y turística.
En enero de 2018, la señal del Canal 11 comenzó a ser emitida a través del sistema de TDA en Ushuaia, Río Grande y Tolhuin por el Canal 27.1.
A partir de junio del mismo año con telepuerto propio emite su programación vía satélite Arsat-1 en Alta definición (HD) para la provincia de Tierra del Fuego, Antártida e Islas del Atlántico Sur y cobertura en todo el territorio nacional.
El 6 de abril de 2020, Canal 11 estuvo cerrado por 14 días tras la propagación de COVID-19 a trabajadores y empleados de la emisora.
El 29 de junio de 2023, el canal dejó de emitir por televisión analógica para realizar la transición a la Televisión Digital Terrestre en el sur argentino, en cumplimiento del decreto 156/2022 del Ente Nacional de Comunicaciones, con el objetivo de migrar hacia la televisión digital terrestre.

## Programación
La señal posee programación local: TVP Noticias (que es el servicio informativo del canal), En agenda (interés general), ADN extremo, (programa automovilístico), TVP Deportes (programa deportivo), La cocina con Luis (programa culinario).

## TVP Noticias
Es el servicio informativo del canal con principal enfoque a la Provincia de Tierra del Fuego, Antártida e Islas del Atlántico Sur. Actualmente, posee dos ediciones que se emiten de lunes a viernes (a las 12:00 y a las 20:00).
Originalmente, se llamaba El noticiero en 1968 y en los años 70 como Notionce.
Años después, vuelve a llamarse El noticiero hasta 2017, cambiando actualmente por TVP Noticias.
Desde el 17 de septiembre de 2016, Canal 11 emite un panorama semanal de noticias llamado «Resumen Patagónico de Noticias», del cual participan los servicios informativos de los canales que conforman la Red Patagónica de la Televisión Pública (incluido el de Canal 11).

## Repetidora
Canal 11 contó con una repetidora ubicada en la localidad de Tolhuin, que emitió en el canal 9. Pero debido al apagón analógico, se desmanteló.